# Філіп де Монморансі
Філіп де Монморансі (нід. Filips van Montmorency, Graaf van Hoorne; бл. 1524 — 5 червня 1568, Брюссель) — граф Горн, намісник (штатгальтер) Гелдерна, адмірал Фландрії, член державної ради Нідерландів, разом з графом Егмонтом запалив факел Вісімдесятирічної війни. Після його страти графство Горн було передано єпископству Льєжському.
Належав до самої верхівки франко-нідерландської аристократії і мав широкі зв'язки в середовищі протестантів. Його батько Жозеф помер, коли Філіпу не було і двох років. Він носив титул барона де Монморансі і разом з сином був останнім представником старшої гілки знаменитого у французькій історії баронського роду Монморансі. Маршал Анн де Монморансі доводився йому двоюрідним братом, адмірал Гаспар де Коліньї — двоюрідним племінником. Родовим гніздом фламандської гілки Монморансі був Нівель у Фландрії.